# Paul Pageau
Pour les articles homonymes, voir Pageau.
Paul Pageau (né le 1er octobre 1959 à Montréal, Québec, Canada) est un joueur canadien de hockey sur glace. Il évoluait au poste de gardien de but.

## Carrière

### Débuts
Pageau fait ses débuts en tant que joueur junior avec les Remparts de Québec lors de la saison 1976-1977. Il est échangé aux Cataractes de Shawinigan en 1978 et connaît sa meilleure saison l’année suivante. Il remporte 19 victoires en 43 matchs, enregistre 2 jeux blancs et est nommé dans la première équipe d’étoile de Ligue de hockey junior majeur du Québec. Mais c’est surtout sa participation aux Jeux olympiques de Lake Placid qui retient l’attention; en février 1980, il représente le Canada lors du tournoi de hockey sur glace. Il participe à 3 rencontres : le 14 février (victoire de 5-1 contre la Pologne), le 18 février (victoire de 6-0 contre le Japon) et le 20 février (défaite de 6-4 contre l’U.R.S.S.). Le Canada n’accède pas à la phase finale, mais Vladislav Tretiak prédit une grande carrière pour Pageau. Les Kings de Los Angeles semblent partager l’opinion du joueur soviétique puisque le 6 mai 1980 ils signent le jeune gardien de but canadien. 
Pageau fait ses débuts chez les professionnels la saison suivante dans la Ligue centrale de hockey avec les Apollos de Houston et les Stars d’Oklahoma City. Moins d’un an après son expérience olympique, les Kings le rappellent, et le 3 février 1981, à Long Island, il affronte les champions de la Coupe Stanley. Les Islanders de New York, menés par Mike Bossy et Bryan Trottier, s’amusent à ses dépens et remportent le match 8-1. On ne lui offre pas de seconde chance et Pageau aura disputé son seul match dans la Ligue nationale de hockey. Lors des saisons suivantes, il porte l’uniforme de quelques clubs de la Ligue internationale de hockey et de la Ligue américaine de hockey. Puis, il termine sa carrière avec les Canadiens de Sherbrooke en 1985. C’est d’ailleurs lors des séries éliminatoires du printemps de 1985 que Pageau est impliqué, indirectement, dans un événement qui aura des répercussions sur l’avenir d’un autre gardien de but. En effet, lors de la première ronde des séries, Sherbrooke affronte l’Express de Fredericton et Pageau est substitut à Greg Moffett, le gardien de confiance de l’entraîneur-chef Pierre Creamer. Le jour du match numéro 4 à Sherbrooke, Pageau doit quitter le club, sa femme étant sur le point d’accoucher. On demande donc au jeune Patrick Roy, fraîchement arrivé du junior, de seconder Moffett. Alors que le score est de 3-0 pour l’Express en 2e période, Moffett doit revenir au banc pour faire réparer une de ses jambières. Creamer envoie alors Roy devant les buts dans l’idée de le faire jouer quelques minutes, le temps qu’on règle le bris d’équipement de son gardien numéro 1. Mais le jeune de 19 ans effectue une série d’arrêts clés qui change l’allure de la rencontre. La match se termine 4-3 en faveur des Canadiens et, après la partie, Pageau distribue des cigares à tous les joueurs dans le vestiaire. Patrick Roy joue tous les autres matchs des séries et Sherbrooke remporte la Coupe Calder.

### Retraite
Après sa retraite du hockey, Pageau devient adjoint-professionnel d’un club de golf de l’Outaouais. À partir de 1986, il travaille pour la compagnie de boissons Slush Puppie et, quelques années plus tard, il occupe le poste de vice-président canadien de cette entreprise. Il demeure aujourd’hui en Ontario et est conseiller financier chez Edward Jones, une société de placement. Il est marié et père de trois enfants.

## Statistiques

### En club
| Saison     | Équipe                   | Ligue      |    | Saison régulière | Saison régulière | Saison régulière | Saison régulière | Saison régulière | Saison régulière | Saison régulière | Saison régulière | Saison régulière | Saison régulière |   | Séries éliminatoires | Séries éliminatoires | Séries éliminatoires | Séries éliminatoires | Séries éliminatoires | Séries éliminatoires | Séries éliminatoires | Séries éliminatoires | Séries éliminatoires |
| Saison     | Équipe                   | Ligue      | PJ | V                | D                | Pr/N             | Min              | BC               | Moy              | % Arr            | Bl               | Pun              | PJ               | V | D                    | Min                  | BC                   | Moy                  | % Arr                | Bl                   | Pun                  |                      |                      |
| 1976-1977  | Remparts de Québec       | LHJMQ      | 19 |                  |                  |                  | 955              | 56               | 3,52             | 88,7             | 0                | 2                | -                | - | -                    | -                    | -                    | -                    | -                    | -                    | -                    |                      |                      |
| 1977-1978  | Remparts de Québec       | LHJMQ      | 33 |                  |                  |                  | 1 656            | 138              | 5                | 85,9             | 0                | 13               | 3                |   |                      | 83                   | 8                    | 5,78                 |                      | 0                    | 0                    |                      |                      |
| 1978-1979  | Remparts de Québec       | LHJMQ      | 7  |                  |                  |                  | 345              | 28               | 4,87             | 84               | 0                | 0                | -                | - | -                    | -                    | -                    | -                    | -                    | -                    | -                    |                      |                      |
| 1978-1979  | Cataractes de Shawinigan | LHJMQ      | 43 |                  |                  |                  | 2 352            | 199              | 5,08             | 85,2             | 0                | 5                | 4                |   |                      | 236                  | 27                   | 6,86                 |                      | 0                    | 0                    |                      |                      |
| 1979-1980  | Cataractes de Shawinigan | LHJMQ      | 43 | 19               | 18               | 4                | 2 438            | 175              | 4,31             | 87,9             | 2                | 0                | 7                | 3 | 4                    | 421                  | 34                   | 4,85                 |                      | 0                    | 2                    |                      |                      |
| 1980-1981  | Kings de Los Angeles     | LNH        | 1  | 0                | 1                | 0                | 60               | 8                | 8                | 76,5             | 0                | 0                | -                | - | -                    | -                    | -                    | -                    | -                    | -                    | -                    |                      |                      |
| 1980-1981  | Apollos de Houston       | LCH        | 21 | 9                | 9                | 3                | 1 282            | 64               | 3                | 88,4             | 0                | 0                | -                | - | -                    | -                    | -                    | -                    | -                    | -                    | -                    |                      |                      |
| 1980-1981  | Stars d'Oklahoma City    | LCH        | 11 | 4                | 4                | 0                | 590              | 32               | 3,25             | 89               | 0                | 2                | -                | - | -                    | -                    | -                    | -                    | -                    | -                    | -                    |                      |                      |
| 1980-1981  | Gears de Saginaw         | LIH        | 1  |                  |                  |                  | 60               | 4                | 4                |                  | 0                | 0                | -                | - | -                    | -                    | -                    | -                    | -                    | -                    | -                    |                      |                      |
| 1981-1982  | Gears de Saginaw         | LIH        | 29 |                  |                  |                  | 1 621            | 140              | 5,18             |                  | 0                | 2                | 4                |   |                      | 249                  | 18                   | 4,34                 |                      | 0                    | 0                    |                      |                      |
| 1982-1983  | Gears de Saginaw         | LIH        | 11 |                  |                  |                  | 614              | 47               | 4,59             |                  | 0                | 0                | -                | - | -                    | -                    | -                    | -                    | -                    | -                    | -                    |                      |                      |
| 1982-1983  | Nighthawks de New Haven  | LAH        | 37 | 17               | 14               | 2                | 1 939            | 123              | 3,81             | 87,3             | 2                | 2                | 6                | 2 | 3                    | 374                  | 21                   | 3,37                 |                      | 0                    | 0                    |                      |                      |
| 1983-1984  | Jets de Sherbrooke       | LAH        | 45 | 12               | 26               | 3                | 2 432            | 205              | 5,06             | 86,1             | 2                | 0                | -                | - | -                    | -                    | -                    | -                    | -                    | -                    | -                    |                      |                      |
| 1984-1985  | Generals de Flint        | LIH        | 6  | 0                | 5                | 0                | 3 331            | 37               | 6,71             |                  | 0                | 0                | -                | - | -                    | -                    | -                    | -                    | -                    | -                    | -                    |                      |                      |
| 1984-1985  | Canadiens de Sherbrooke  | LAH        | 20 | 8                | 11               | 0                | 1 074            | 66               | 3,69             | 87               | 0                | 0                | 3                | 0 | 1                    | 80                   | 5                    | 3,75                 |                      | 0                    | 0                    |                      |                      |
| 1985-1986  | Canadiens de Sherbrooke  | LAH        | 31 | 9                | 14               | 6                | 1 767            | 132              | 4,48             | 86,6             | 0                | 0                | -                | - | -                    | -                    | -                    | -                    | -                    | -                    | -                    |                      |                      |
| Totaux LNH | Totaux LNH               | Totaux LNH | 1  | 0                | 1                | 0                | 60               | 8                | 8                |                  | 0                | 0                | -                | - | -                    | -                    | -                    | -                    | -                    | -                    | -                    |                      |                      |

### En équipe nationale
| année | Équipe | compétition     |   | PJ | V | D | Pr/N | Min | BC   | Moy | % Arr | Bl | Pun      |  | Résultat |
| 1980  | Canada | Jeux olympiques | 4 | 2  | 1 | 0 | 238  | 11  | 2,77 |     | 1     |    | 6e place |  |          |